# Wendi Richter
Wendi Richter (Dallas (Texas), 6 september 1961) is een Amerikaans gepensioneerd professioneel worstelaarster die actief was in de World Wrestling Federation en werd in 2010 opgenomen in de WWE Hall of Fame.

## In worstelen
- Finishers
  - Sitout DDT powerbobmb

- Signature moves
  - Powerbomb
  - Swinging arm wrench facebuster

- Manager
  - Cyndi Lauper

## Prestaties
- American Wrestling Association
  - AWA Women's Championship (1 keer)

- Cauliflower Alley Club
  - Other honoree (1993)

- National Wrestling Alliance
  - NWA Women's World Tag Team Championship (2 keer met Joyce Grable)

- National Wrestling Federation
  - NWF Women's Championship (1 keer)

- World Wrestling Council
  - WWC Women's Championship (2 keer)

- World Wrestling Federation/Entertainment
  - WWF Women's Championship (2 keer)
  - WWE Hall of Fame (Class of 2010)

- Wrestling Observer Newsletter awards
  - Worst Match of the Year (1984) vs. The Fabulous Moolah op 23 juli